# Ihnat Misurahin
Ihnat Arciomawicz Misurahin (biał. Ігнат Арцёмавіч Місурагін, ros. Игнатий Артёмович Мисурагин, Ignatij Artiomowicz Misuragin; ur. 5 lutego 1947 w Witebsku) – radziecki i białoruski wojskowy i polityk, w latach 2008–2012 deputowany do Izby Reprezentantów Zgromadzenia Narodowego Republiki Białorusi IV kadencji; generał-major, kandydat nauk wojskowych (odpowiednik polskiego stopnia doktora).

## Życiorys
Urodził się 5 lutego 1947 roku w Witebsku w Białoruskiej SRR, ZSRR. Ukończył Kaliningradzką Wyższą Inżynieryjną Uczelnię Wojskową ze specjalnością dowódczą wojskowo-inżynieryjną, uzyskując wykształcenie inżyniera mechanika ds. eksploatacji maszyn drogowych. Następnie ukończył Akademię Wojskowo-Inżynieryjną im. W Kujbyszewa ze specjalnością dowódczą wojskowo-inżynieryjną, stając się oficerem z wyższym wykształceniem wojskowo-budowlanym, inżynierem z wyższym wykształceniem wojskowym i inżynierem budownictwa. Następnie ukończył Akademię Wojskową Sztabu Generalnego Sił Zbrojnych ZSRR ze specjalnością operacyjno-sztabową operacyjno-strategiczną. Posiada stopień wojskowy generał-majora, stopień kandydata nauk wojskowych (odpowiednik polskiego stopnia doktora) i jest docentem.
Służył w szeregach Armii Radzieckiej jako dowódca plutonu inżynieryjno-drogowego, brygady saperów, brygady inżynieryjno-drogowej, naczelnik służby inżynieryjnej brygady, dowódca batalionu inżynieryjno-saperskiego, batalionu inżynieryjnego drogowo-mostowego, samodzielnego gwardyjskiego pułku inżynieryjno-saperskiego, naczelnik służb inżynieryjnych 39 gwardyjskiej dywizji piechoty zmechanizowanej, zastępca naczelnika wojsk inżynieryjnych 14 Gwardyjskiej Armii Ogólnowojskowej, naczelnik służb inżynieryjnych, zastępca dowodzącego ds. pracy wychowawczej i kadr 7 Armii Czołgów, naczelnik sztabu – zastępca naczelnika wojsk inżynieryjnych, naczelnik wojsk inżynieryjnych Sztabu Generalnego Sił Zbrojnych Republiki Białorusi, naczelnik Akademii Wojskowej Republiki Białorusi.
27 października 2008 roku został deputowanym do Izby Reprezentantów Zgromadzenia Narodowego Republiki Białorusi IV kadencji z Uruckiego Okręgu Wyborczego Nr 109. Pełnił w niej funkcję przewodniczącego Stałej Komisji ds. Bezpieczeństwa Narodowego. Od 13 listopada 2008 roku był członkiem Narodowej Grupy Republiki Białorusi w Unii Międzyparlamentarnej.

## Oceny
W czerwcu 2012 roku Ihnat Misurahin, odpowiadając na zapytanie, w oficjalnym piśmie stwierdził:

W związku z ustanowionymi pełnomocnictwami Izba Reprezentantów Zgromadzenia Narodowego Republiki Białorusi, w tym jej stałe komisje, nie mają prawa oceniać działań organów państwowych, urzędników i podjętych przez nich decyzji, a także tworzyć jakichkolwiek komisji, jako że nie wchodzi to w ich kompetencje. Stałe komisje nie posiadają także prawa kontroli działalności organów państwowych, w tym organów ochrony prawa.

Zdaniem byłego deputowanego, a obecnie działacza opozycyjnego Siarhieja Nawumczyka, wypowiedź ta jest pierwszym w historii przypadkiem, kiedy białoruski urzędnik państwowy pod rządami Alaksandra Łukaszenki otwarcie przyznał, że parlament nie posiada żadnej władzy i pełni czysto dekoracyjną rolę. Zdaniem Nawumczyka, Ihnat Misurahin zapisał swoje imię do historii – jednym akapitem. (…) A mianowicie – że na Białorusi przy Łukaszence parlament nie istnieje.

## Odznaczenia
- Order „Za Służbę Ojczyźnie” II i III klasy;
- 14 medali ZSRR i Białorusi;
- Gramota Pochwalna Zgromadzenia Narodowego Republiki Białorusi;
- Gramota Pochwalna Rady Międzyparlamentarnego Zgromadzenia Państw – Członków Wspólnoty Niepodległych Państw;
- Podziękowanie Prezydenta Republiki Białorusi[1].

## Życie prywatne
Ihnat Misuragin jest żonaty, ma syna.